# Кярму (Маарду)
Кя́рму (эст. Kärmu) — район города-муниципалитета Маарду, уезд Харьюмаа, Эстония. Бывшая деревня. 
Район также называют промышленной зоной Старо-Нарвского шоссе (эст. Vana-Narva maantee tööstuspiirkond).

## География
Район имеет протяжённую границу на юге со Старо-Нарвским шоссе. На юге граничит с жилым районом Мууга, на востоке — с Маардуским промышленным районом Крооди.
Площадь Кярму составляет 585 гектаров.

## История
В письменных источниках 1394 года упоминается Kermele, 1689 года — Kerme By, 1693 года — Kermo Byy, 1725 года — Kermo. Деревня принадлежала мызе Нехату (нем. Nehhat).
Старинная деревня, опустевшая после Северной войны. В 1975 году северную часть деревни объединили с Таллином (с 1980 года — с городом Маарду); в 1977 году южную часть деревни объединили с деревней Лийвамяэ.
Основные улицы района: Коплимяэ, Кярму, Пяхклимяэ.

## Происхождение топонима
По мнению эстонского писателя, языковеда, переводчика и историка культуры Яана Йыгевера, название Kermæ (Kärmu) происходит от слова, имеющего значение «змея» (можно сравнить с финским словом ´käärme´ — змея). На острове Сааремаа живущие в болоте черви известны в значении слова ´kärm, kärv, kärb´ («муха»). Название деревни основано на личном имени, полученного от названия животного. В качестве примера можно привести финское имя Кярмо Соомере (Kermo Szomere).